# Mountain Home (Arkansas)
Mountain Home é uma cidade localizada no estado americano de Arkansas, no Condado de Baxter.

## Demografia
Segundo o censo americano de 2000, a sua população era de 11.012 habitantes.
Em 2006, foi estimada uma população de 12.215, um aumento de 1203 (10.9%).

## Geografia
De acordo com o United States Census Bureau, a localidade tem uma área de 27,5 km², sem área coberta por água.

## Localidades na vizinhança
O diagrama seguinte representa as localidades num raio de 24 km ao redor de Mountain Home.